# 몬테스쿠도

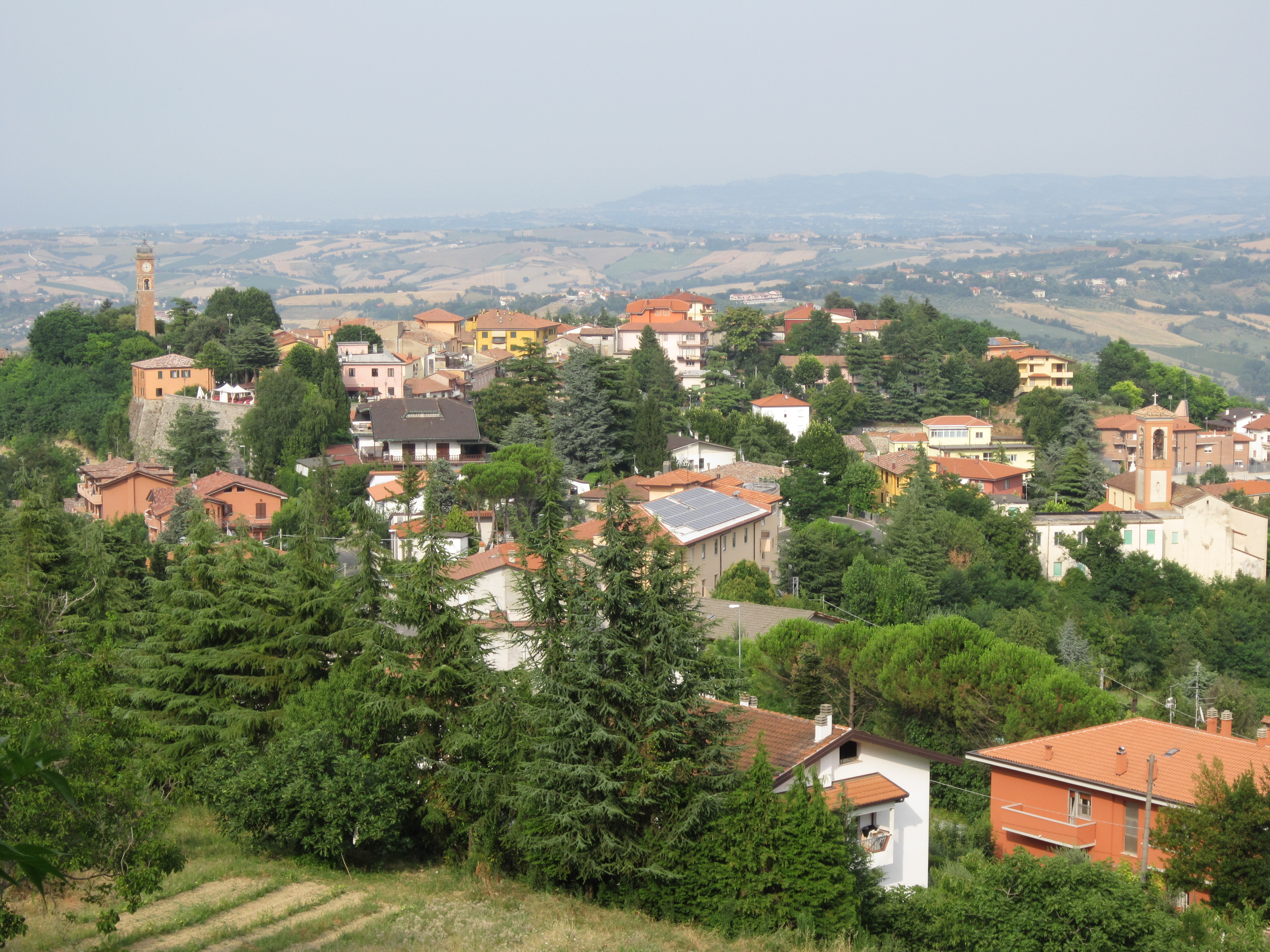
몬테스쿠도

몬테스쿠도(이탈리아어: Montescudo)는 이탈리아 에밀리아로마냐주 리미니도에 위치한 코무네로 면적은 19.9km2, 높이는 386m, 인구는 2,841명(2007년 5월 31일 기준), 인구 밀도는 140명/km2이다. 볼로냐에서 남동쪽으로 약 120km, 리미니에서 남서쪽으로 약 15km 정도 떨어진 곳에 위치한다.